# Corey Crowder
Jonathan Corey Crowder (Carrollton, 13 aprile 1969) è un ex cestista statunitense, professionista nella NBA e in Europa.
È il padre di Jae Crowder.

## Palmarès
- Campionato spagnolo: 1

Barcellona: 1994-95
- Campionato francese: 2

Pau-Orthez: 1995-96, 1997-98
- Copa del Rey: 1

Barcellona: 1994